# Kate Ryan
Kate Ryan, pseudoniem van Katrien Verbeeck (Tessenderlo, 22 juli 1980), is een Belgische zangeres.

## Biografie
Kate Ryan groeide op in een muzikale familie. In het café van haar ouders De Oude Post in Tessenderlo playbackte zij onder meer Sandra Kim en Madonna. Vervolgens entertainde ze een schoolpubliek met covers van onder meer Alanis Morissette en 4 Non Blondes. Haar professionele carrière begon met het toeren met de Soapband als achtergrondzangeres.
Zij is sinds 2020 getrouwd.

## Zangcarrière

### 2000-2004: begin
De muziekcarrière van Kate Ryan startte in 2001, toen ze de best verkochte dancesingle in België Scream For More uitbracht.
Een jaar later bewerkte ze het originele nummer Désenchantée van de Franse zangeres Mylène Farmer tot een nummer dat de hitlijsten veroverde.
Daarmee bewees Kate Ryan voor het eerst dat ze de internationale hitlijst kon halen en de top van de hitlijsten over heel Europa kon bereiken – het nummer stond in de top 10 van de Europese hitlijsten en de Engelse dancehitlijsten.
Er werden ruim 600.000 exemplaren van verkocht, wat een ongekend succes betekende voor haar.
Het debuutalbum van Kate Ryan Different, met de twee nummers Scream For More en Désenchantée en de twee follow-up hits Libertine (nog een remake van Farmer) en Mon Cœur Résiste Encore werden in 2002 uitgebracht met over heel Europa een verkoop van meer dan 250.000 exemplaren, die goud en platina oogstten in veel landen.

### 2004-2006: verdere successen
Na twee jaar intensief toeren in heel Europa bracht Kate Ryan Stronger uit, haar tweede studioalbum in 2004 – waarvan de singles Only If I en de remake van Cock Robin The Promise You Made succes scoorden in de Europese hitlijst en de deur openden naar de Amerikaanse dansmarkt met top 10-posities in de Billboard Hot Dance-hitlijsten.

### 2006: Eurosong
In 2006 werd Kate Ryan uitgekozen om België te vertegenwoordigen op het Eurovisiesongfestival in Athene, Griekenland. De single Je t'adore werd uitvoerig gepromoot in een pan-Europese tournee in twaalf landen en werd gefinancierd door de Vlaamse Minister van Cultuur, de Vlaamse openbare omroep en haar platenfirma. Ondanks het feit dat Kate in het Eurovisiesongfestival strandde in de halve finale, werd Je t'adore haar volgende nummer-één-hit in België en in Polen, met forse verkoopcijfers in andere Europese landen. In eigen land werd behalve het liedje ook een danspasje bij het liedje, de kniezwengel, bekend.
Later in datzelfde jaar begon Kate Ryan te toeren met een liveband, waardoor haar vaardigheden van een live artieste duidelijk tot uiting kwamen. Ze combineerde daarbij krachtige dans en pop met rock en akoestische songs. Op het podium speelde Kate gitaar en piano en verbaasde op die manier het publiek, dat haar tot dan enkel kende van haar dansimago. Met haar derde studioalbum Alive rondt Kate haar carrière af in 2006 – het album werd uitgebracht in alle Europese landen, aangewakkerd door hits zoals Je t'adore, Alive en All For You.

### 2007: Lotto Arena en ARS Entertainment
In 2007 besloot Kate Ryan te veranderen van management en platenlabel. Ze koos voor ARS Entertainment, een onafhankelijk Belgisch bedrijf dat in de jaren tachtig internationale bekendheid verwierf door Pump Up The Jam van Technotronic. De eerste release van Kate met ARS Entertainment was Voyage, Voyage, een cover van Desireless, die recht naar de top van de Beneluxhitlijsten klom en de status van goud bereikte in België. Alive was ook de naam van het allereerste live concert van Kate Ryan zelf, gebracht in oktober 2007 in de gloednieuwe Lotto Arena in Antwerpen met plaats voor 7.000 toeschouwers: een cruciale zet voor de muziekcarrière van Kate, die een show van twee uur gaf en haar grootste hits combineerde met choreografie en een geluid- en lichtspel. Tijdens dit concert werd ook haar nieuwe single L.I.L.Y voorgesteld.

### 2008:Free& World Music Awards
Kate Ryan zet de weg van succes wereldwijd voort. In juni 2008 komt haar vierde album Free uit: een combinatie van Engelse en Franse nummers.
Op het album staat ook een duet met de Spaanse zangeres Soraya.
Het album heeft in verschillende landen de gouden status bereikt, de single Ella Elle L'a, een cover van France Gall, bereikte de toptienpositie in Duitsland, Nederland, België, Polen, Zweden, Finland, Noorwegen, Denemarken en veel andere landen. In Spanje was Ella Elle L'a 8 weken de beste verkochte single geweest, meer dan 200.000 exemplaren werden er verkocht, de single haalde 10-voudig platina in het land.
In november 2008 won Kate een 'World Music Award' voor 'Best verkopende Benelux artiest'.
De vierde single van dit album werd I Surrender. I Surrender behaalde minder succes in België, maar bleef in Nederland op nummer 12 steken.

### 2009:French Connection
Als vijfde single van het album Free kwam Your Eyes begin mei 2009 uit in Nederland, het nummer was een bescheiden hit in Nederland.
In juni 2009 kwam de single Babacar uit in België. Het was de voorloper van het album French Connection, een album met uitsluitend Franse liedjes. Op het album staan al haar grootste Franse hits inclusief nieuwe nummers en remixen van oude nummers. In oktober 2009 kwam de tweede single Evidemment uit, wederom een France Gall-cover. In verschillende interviews gaf Kate Ryan al aan dat French Connection een muzikaal hoofdstuk zal afsluiten. In de toekomst wil ze alleen nog maar eigen nummers uitbrengen.

### 2011:Electroshock
In 2011 werkt Kate aan haar nieuwe album dat normaal in mei zou verschijnen. Ryan had het album al af in 2011, maar wou andere nummers op haar album en maakte een volledig nieuw album met nieuwe tracklist. De eerste single van dat album is LoveLife. De single werd begin april uitgebracht. In oktober volgde een tweede single: Broken, met rapper Narco.
In de zomer van 2011 was Kate Ryan, zelf ex-scout, een van de hoofdacts op de slotshow van de 22e Wereldjamboree.
Haar album Electroshock kwam in juni 2012 uit. Na Electroshock bracht Kate Ryan nog enkele singles uit die niet afkomstig waren van haar album.
De officiële 3de single van het album is Robots. De video van Robots kwam uit op 14 mei 2012.

### 2012: samenwerking Avicii
In 2012 publiceerde Kate samen met Avicii (toen bekend als Tim Berg) de single Run Away.

### 2015: Liefde voor muziek
In 2015 maakte ze haar opwachting in het VTM-programma Liefde voor muziek. Met Junebug, Demons en Sweet Friend of Mine scoorde ze ook in de hitlijsten.
In de zomer van 2015 pakte Kate uit met Runaway, een cover van het nummer Small Town Boy van Bronski Beat. Op oudejaarsavond was Kate Ryan in drie grote Europese landen tegelijk te zien op een nationaal tv-station, samen goed voor zo'n 10 miljoen kijkers. Het geheel kaderde in de promotietournee voor haar nieuwste singles Runaway en Wonderful Life. In januari 2016 bracht Kate Ryan de single Wonderful Life uit. Ook dit nummer is een cover en was ook meteen de tweede single van haar nieuwe album.

### 2017:80 was machtig
Kate Ryan staat in 2017 samen met haar live band op tal van Vlaamse podia met haar "80 was machtig live tour". Verder toert ze zoals andere jaren ook nog door o.a. Spanje, Polen, Nederland, Duitsland en Litouwen.

### 2019 tot heden
Begin 2019 bracht Kate Ryan samen met Sam Feldt wereldwijd Gold uit, goed voor 15 miljoen Spotify-streams.
Op 27 september 2019 bracht ze haar nieuwe single Wild Eyes uit.

## Discografie

### Albums
| Album met eventuele hitnotering(en) in de Nederlandse Album Top 100 | Datum van verschijnen | Datum van binnenkomst | Hoogste positie | Aantal weken | Opmerkingen |
| ------------------------------------------------------------------- | --------------------- | --------------------- | --------------- | ------------ | ----------- |
| Different                                                           | 2002                  | 13-07-2002            | 88              | 2            |             |
| Free                                                                | 2008                  | 06-09-2008            | 66              | 4            |             |

| Album met hitnotering(en) in de Vlaamse Ultratop 200 albums | Datum van verschijnen | Datum van binnenkomst | Hoogste positie | Aantal weken | Opmerkingen |
| ----------------------------------------------------------- | --------------------- | --------------------- | --------------- | ------------ | ----------- |
| Different                                                   | 17-06-2002            | 29-06-2002            | 8               | 20           |             |
| Stronger                                                    | 22-03-2004            | 10-04-2004            | 22              | 22           |             |
| Alive                                                       | 15-09-2006            | 23-09-2006            | 13              | 11           |             |
| Free                                                        | 30-05-2008            | 07-06-2008            | 4               | 18           |             |
| Essential                                                   | 11-07-2008            | 16-08-2008            | 88              | 2            |             |
| French connection                                           | 23-10-2009            | 31-10-2009            | 21              | 12           |             |
| Elektroshock                                                | 25-06-2012            | 07-07-2012            | 6               | 10           |             |

### Singles
| Single met eventuele hitnotering(en) in de Nederlandse Top 40 | Datum van verschijnen | Datum van binnenkomst | Hoogste positie | Aantal weken | Opmerkingen                                          |
| ------------------------------------------------------------- | --------------------- | --------------------- | --------------- | ------------ | ---------------------------------------------------- |
| Désenchantée                                                  | 2002                  | 18-05-2002            | 2               | 19           | Nr. 4 in de Single Top 100 / Dancesmash op Radio 538 |
| Mon coeur résiste encore                                      | 2002                  | 14-09-2002            | tip23           | -            | Nr. 58 in de Single Top 100                          |
| Scream for more                                               | 2003                  | 05-07-2003            | tip2            | -            | Nr. 57 in de Single Top 100                          |
| Je t'adore                                                    | 2006                  | 13-05-2006            | tip3            | -            | Nr. 56 in de Single Top 100                          |
| Voyage voyage                                                 | 2007                  | 18-08-2007            | 10              | 11           | Nr. 11 in de Single Top 100                          |
| Ella, elle l'a                                                | 2008                  | 25-05-2008            | 2               | 16           | Nr. 5 in de Single Top 100                           |
| I surrender                                                   | 2008                  | 03-01-2009            | 12              | 8            | Nr. 44 in de Single Top 100                          |
| Your eyes                                                     | 2009                  | 02-05-2009            | tip2            | -            | Nr. 80 in de Single Top 100                          |
| Lovelife                                                      | 08-04-2011            | 14-05-2011            | tip2            | -            | Nr. 72 in de Single Top 100                          |
| Run away                                                      | 16-07-2012            | 18-08-2012            | tip20           | -            | met Tim Berg                                         |

| Single met hitnotering(en) in de Vlaamse Ultratop 50 | Datum van verschijnen | Datum van binnenkomst | Hoogste positie | Aantal weken | Opmerkingen                             |
| ---------------------------------------------------- | --------------------- | --------------------- | --------------- | ------------ | --------------------------------------- |
| Scream for more                                      | 2001                  | 14-04-2001            | 9               | 15           |                                         |
| UR (My love)                                         | 2001                  | 20-10-2001            | 17              | 9            |                                         |
| Désenchantée                                         | 2002                  | 06-04-2002            | 1(6wk)          | 27           | Nr. 1 in de Radio 2 Top 30 / 2x Platina |
| Mon coeur résiste encore                             | 2002                  | 31-08-2002            | 7               | 14           | Nr. 9 in de Radio 2 Top 30 / Goud       |
| Libertine                                            | 2002                  | 14-12-2002            | 7               | 13           | Nr. 13 in de Radio 2 Top 30 / Goud      |
| Only if I                                            | 2004                  | 21-02-2004            | 16              | 11           | Nr. 10 in de Radio 2 Top 30             |
| The promise you made / La promesse                   | 2004                  | 12-06-2004            | 8               | 17           | Nr. 7 in de Radio 2 Top 30              |
| Goodbye                                              | 2004                  | 06-11-2004            | 30              | 8            | Nr. 16 in de Radio 2 Top 30             |
| Je t'adore                                           | 2006                  | 25-02-2006            | 1(5wk)          | 21           | Nr. 1 in de Radio 2 Top 30 / Goud       |
| Alive                                                | 2006                  | 26-08-2006            | 4               | 16           | Nr. 1 in de Radio 2 Top 30              |
| All for you                                          | 2006                  | 16-12-2006            | 37              | 7            | Nr. 26 in de Radio 2 Top 30             |
| Voyage voyage                                        | 2007                  | 20-07-2007            | 2               | 16           | Nr. 3 in de Radio 2 Top 30 / Goud       |
| L.I.L.Y.                                             | 2008                  | 16-02-2008            | 12              | 12           |                                         |
| Ella elle l'a                                        | 2008                  | 23-05-2008            | 7               | 17           | Nr. 3 in de Radio 2 Top 30              |
| I surrender                                          | 2008                  | 20-09-2008            | 27              | 8            |                                         |
| Babacar                                              | 2009                  | 19-06-2009            | 17              | 5            | Nr. 23 in de Radio 2 Top 30             |
| Évidemment                                           | 2009                  | 24-10-2009            | 27              | 4            |                                         |
| Lovelife                                             | 2011                  | 23-04-2011            | 21              | 4            |                                         |
| Broken                                               | 2011                  | 22-10-2011            | 30              | 5            | met Narco                               |
| Robots                                               | 2012                  | 19-05-2012            | tip12           | -            |                                         |
| Run away                                             | 2012                  | 21-07-2012            | tip37           | -            | met Avicii                              |
| Karma                                                | 2013                  | 16-02-2013            | tip19           | -            | met Robert Abigail                      |
| Light in the dark                                    | 2013                  | 01-06-2013            | tip27           | -            |                                         |
| Heart flow                                           | 2013                  | 17-08-2013            | tip30           | -            |                                         |
| Not alone                                            | 2014                  | 30-08-2014            | tip23           | -            |                                         |
| Junebug (live)                                       | 2015                  | 04-04-2015            | 38              | 1            |                                         |
| Demons (live)                                        | 2015                  | 11-04-2015            | tip50           | -            |                                         |
| Sweet friend of mine (live)                          | 2015                  | 02-05-2015            | 7               | 3            | Nr. 21 in de Radio 2 Top 30             |
| Runaway (Small Town Boy)                             | 2015                  | 01-08-2015            | 23              | 7            | Nr. 29 in de Radio 2 Top 30             |
| Wonderful Life                                       | 2016                  | 16-01-2016            | 30              | 2            |                                         |
| Comment Te Dire Adieu                                | 2016                  | 09-07-2016            | tip8            | -            |                                         |
| Bring Me Down                                        | 2018                  | 13-10-2018            | tip             | -            |                                         |
| Gold                                                 | 2019                  | 26-01-2019            | 27              | 9            | met Sam Feldt                           |
| Wild Eyes                                            | 2019                  | 12-10-2019            | tip5            | -            |                                         |

## Trivia
- Kate behaalde twee TMF Awards voor 'Beste videoclip' en 'Beste Vlaamse zangeres'.
- Op 9 november 2008 won Kate in Monaco op de World Music Awards de prijs 'Best Selling Benelux Artist'.
- Kate zong tweemaal een duet met de Spaanse zangeres Soraya Arnelas. Het duet Tonight we ride is terug te vinden op Kates album Free. Het duet Caminare is terug te vinden op Soraya's album Sin miedo en op Kates album French Connection.
- Kate is in België enorm populair in de homoscene. Zo was ze ambassadrice van de EuroGames 2007 in Antwerpen en nam ze ook de titelsong van deze spelen voor haar rekening. Met Babacar trad ze eveneens op in de Britse homoclub G.A.Y.
- Kate Ryan is ook 'Proud Ambassador' van de 3e World Outgames Antwerp 2013.